# Bastimentos
Bastimentos ist eine Insel, ein Ort und ein Corregimiento des Bezirks Bocas del Toro in der Provinz Bocas del Toro in Panama. Bei der Volkszählung im Jahr 2023 hatte es 2589 Einwohner. Das Corregimiento erstreckt sich über eine Fläche von 60,9 km².

## Flora und Fauna
Die Ostseite der Insel ist von dichten, üppigen Mangroven gesäumt und weist ruhigeres Wasser auf, teilweise aufgrund der geringen Wassertiefe. Panama-Kapuzineraffen sind häufig, ebenso wie Faultiere und Erdbeerfröschchen. Sie geben den ganzen Tag über laute, lärmende Rufe von sich. Der Playa Pata Rojo („Rotfrosch Strand“) ist das am leichtesten zugängliche und am häufigsten besuchte Strandgebiet der Insel. Während der Regenzeit können in den verschiedenen Buchten der Gegend regelmäßig Delfine beobachtet werden, die mit ihrem Nachwuchs schwimmen; diese Buchten sind nur per Boot oder über Pfade erreichbar.
Die Insel ist Teil der Important Bird Area (IBA) von Bocas del Toro, die von BirdLife International so ausgewiesen wurde, weil sie bedeutende Bestände von Weißkopftauben (Patagioenas leucocephala) und Dreilappenkotingas (Procnias tricarunculatus) beherbergt.

## Bevölkerung
Die folgende Tabelle zeigt die Bevölkerung von Bastimentos, wie es in den Volkszählungen 2000, 2010 und 2023 erfasst wurde.
| Jahr         | 2000 | 2010 | 2023 |
| ------------ | ---- | ---- | ---- |
| Einwohner    | 1344 | 1954 | 2589 |
| davon Männer | 713  | 1038 | 1356 |
| davon Frauen | 631  | 916  | 1233 |

## Orte
Im Corregimiento Bastimentos befinden sich folgende Orte:
- Bahía Honda
- Bahía Roja
- Bastimentos
- Cayo Coral o Isla Coral
- Cedral Creek
- Dos Aguas
- Douglas Cay
- El Palmar
- German Soldier Cay
- Isla Zapatilla No.1
- Jack Analy Cays
- Kaeyan Cal
- Los Secretos Resort
- Macca Bite o Ensenada de Espino
- Ola Chica
- Punta Bonita
- Punta Juan Brown
- Punta Oro
- Punta Vieja
- Quebrada Bryan
- Quebrada Mariano
- Quebrada Sal
- Quebrada Álvarez
- Red Frog Beach
- Short Cut o Red Frog
- Solarte